# دیوید زلنر
دیوید زلنر (انگلیسی: David Zellner؛ زادهٔ ۱ ژانویهٔ ۱۹۷۴) کارگردان فیلم، فیلم‌نامه‌نویس، هنرپیشه اهل ایالات متحده آمریکا است. وی از سال ۱۹۹۷ میلادی تاکنون مشغول فعالیت بوده‌است.
از فیلم‌ها یا برنامه‌های تلویزیونی که وی در آن نقش داشته‌است می‌توان به دوشیزه اشاره کرد.

## فیلمشناسی
- دوشیزه
- کومیکو، شکارچی گنج
- هنر دفاع شخصی (فیلم ۲۰۱۹)